# Campionato italiano di ciclismo su strada 1953
Il Campionato italiano di ciclismo su strada 1953, quarantatreesima edizione della corsa, si svolse su cinque prove dal 29 marzo all'11 ottobre 1953. La vittoria fu appannaggio di Fiorenzo Magni, che precedette in classifica Nino Defilippis e Loretto Petrucci.

## Calendario
| Data         | Evento                    | Vincitore        | Squadra       |
| ------------ | ------------------------- | ---------------- | ------------- |
| 29 marzo     | Giro di Campania (1953)   | Adolfo Grosso    | Benotto       |
| 19 aprile    | Giro del Piemonte (1953)  | Fiorenzo Magni   | Ganna         |
| 14 giugno    | Giro di Romagna (1953)    | Giancarlo Astrua | Atala-Pirelli |
| 13 settembre | Giro del Veneto (1953)    | Fiorenzo Magni   | Ganna         |
| 11 ottobre   | Tre Valli Varesine (1953) | Nino Defilippis  | Legnano       |

## Classifica
| Pos. | Corridore           | Squadra         | Punti |
| ---- | ------------------- | --------------- | ----- |
| 1    | Fiorenzo Magni      | Ganna           | ?     |
| 2    | Nino Defilippis     | Legnano         | 8     |
| 2    | Loretto Petrucci    | Bianchi-Pirelli | 8     |
| 4    | Luciano Maggini     | Atala-Pirelli   | 7     |
| 5    | Alfo Ferrari        | Welter          | 6     |
| 5    | Marcello Pellegrini | Welter          | 6     |
| 7    | 6 ciclisti ex æquo  | -               | 5     |